# Olga Chajdas
Olga Chajdas, née le 5 février 1983 à Poznań (Pologne), est une réalisatrice et scénariste polonaise.

## Biographie
Ouvertement lesbienne, Olga Chajdas est en couple avec la réalisatrice polonaise Kasia Adamik.

## Filmographie partielle

### Réalisatrice

#### Long métrage
- 2018 : Nina
- 2021 : Erotica 2022[3]
- 2023 : Imago

#### Séries télévisées
- 2022 : Les Monstres de Cracovie (Krakowskie potwory)
- 2024 : Kabul, mini-série

### Actrice
- 2008 : Boisko bezdomnych, de Kasia Adamik

### Récompenses et distinctions
- au Festival international du film de Rotterdam :
  - Prix Grand écran en 2018 pour Nina
- au Festival du film polonais de Gdynia :
  - Prix Un autre regard en 2018 pour Nina
  - Prix Découverte du Festival en 2018 pour Nina